# Anja Freese
Anja Freese (Freiburg im Breisgau, 22 januari 1966) is een Duits actrice. In 1997 begon ze met de televisieserie Medicopter 117 en in 2000 stopte ze daarmee om aan nieuwe dingen te beginnen. Ze ging verder met sporten en fotograferen. Daarna heeft ze onder andere in de RTL-serie Die Wache gespeeld. 

## Filmografie
- 1994-1997: Die Wache (televisieserie, 46 afleveringen)
- 1994: Sylter Geschichten (televisieserie, 1 aflevering)
- 1995: Guten Morgen Mallorca (televisieserie, 1 aflevering)
- 1997 - 2000: Medicopter 117 (televisieserie, 24 afleveringen)
- 1998: Alphateam, die Lebensretter im OP  (televisieserie)
- 1999: Dr. Stefan Frank – Der Arzt, dem die Frauen vertrauen – Der Todessprung
- 1999: Balko (televisieserie, 1 aflevering)
- 2000: Neonnächte – Der U-Bahn-Schlitzer (televisiefilm)
- 2000: Luftpiraten (televisiefilm)
- 2001: Im Namen des Gesetzes (televisieserie, 1 aflevering)
- 2002: C.E.O.
- 2002: Tödliche Freundschaften (televisiefilm)
- 2003: Im Namen des Gesetzes (televisieserie, 1 aflevering)

- 2003: Die Rosenheim-Cops - Tödliche Höhen (televisieserie)
- 2003: Eiskalte Freunde (televisiefilm)